# 윌리엄 댐피어
윌리엄 댐피어(영어: William Dampier, 1651년 ~ 1715년 3월)는 영국의 해적, 항해사이자, 작가, 탐험가로, 오스트레일리아 대륙과 뉴기니섬을 탐험한 최초의 영국인이다. 세계 일주를 두 번 달성한 최초의 인물이며, 세 번째 항해도 성공했다.

## 생애
댐피어는 1651년 6월 8일에 잉글랜드 서머싯주의 이스트 코커에서 태어나 세례를 받았다. 그는 16세에 선원이 되었고, 제3차 영국-네덜란드 전쟁에 종군하여, 1673년의 스쿠네벨트 해전(en:Battle of Schooneveld)에서 싸웠다. 1674년, 자메이카에서 농장 지배인이 되었지만 곧 바다로 돌아왔다.

### 제1차 세계 일주
1679년에 댐피어는 바솔로뮤 샤프(Bartholomew Sharp)와 함께 중앙아메리카의 스패니시 메인 지역을 돌며, 버캐니어 해적의 일원으로서 캄페체만에 두 번 방문했다. 이것이 그의 첫 번째 세계 일주가 된다. 그는 1679년에 파나마 다리엔 지협의 태평양 연안에서 스페인 선박 나포에 참가했고, 그 해적단은 카리브해에 가기 전에 페루 부왕령에 속한 지역들을 약탈했다.
1683년에 있었던, 존 쿡 선장과의 만남은 댐피어의 전인미답의 업적을 만드는 경로를 결정짓게 된다. 쿡은 혼곶을 통해 태평양으로 들어가 1년 동안 스페인령 (페루, 갈라파고스 제도, 멕시코)을 약탈했다. 이 전략은 음모로 진행되었으며 함대는 10척의 선박을 보유한 적조차 있었다. 쿡은 멕시코에서 죽고 에드워드 데이비스 선장이 새로운 우두머리가 되었다. 댐피어는 찰스 스완(Charles Swan) 호의 선장으로 재배치되었다. 1686년 3월 31일, 그들은 태평양을 넘어 동인도(괌, 민다나오)를 습격하기로 했다. 스완 호를 떠나면서 37명의 해적들을 남기고 마닐라, 콘도르섬, 중국, 향료 제도, 뉴홀랜드(오스트레일리아)로 항해를 했다.
1688년 초에 시그넷 호는 오스트레일리아 북서부 해안 킹 사운드 근처에 상륙했다. 선박을 수리하는 동안 댐피어는 지역의 동식물을 기록했다. 그 해 그 배의 선원 두 명은 니코바르 제도에서 방치되었다. 그들은 작은 배를 만들어 수마트라의 아쉰(현 아체 주)에 도착했다. 새로운 모험 후, 1691년 댐피어는 희망봉을 돌아 영국으로 귀환했다. 무일푼이었지만, 귀중한 수기를 가지고 왔다.

### 롤백 호의 원정
1697년 《새로운 세계 일주 항해》(New Voyage Round the World)가 간행되었다. 댐피어의 수기는 영국 해군에서 주목하게 되었다. 1699년에는 롤백 호(HMS Roebuck)의 지휘권을 부여하여, 오스트레일리아와 뉴기니를 탐구하게 되었다.
1699년 1월 14일 출항하여 7월 26일에는 오스트레일리아 서부, 샤크 만의 더크하토그섬에 도달했다. 물을 찾아 연안을 따라 북동쪽으로 가면서 댐피어 반도, 롤백 만에 이르렀지만, 물은 얻지 못하고, 티모르섬을 향해 북상하게 되었다. 그는 동쪽으로 진로를 잡고 1699년 12월 3일에는 뉴기니를 발견했는데, 북쪽으로 통과했다. 동진하면서 뉴하노버섬, 뉴아일랜드, 뉴브리튼섬을 따라 가면서 그들은 비스마르크 제도와 뉴기니 사이에 위치한 댐피어 해협을 발견했다.
1701년 2월 21일 영국으로 돌아오는 길에 롤백 호는 어센션섬 근처에서 난파되었고, 대원은 5주 동안 섬에서 보내는 처지가 되었다. 4월 3일에 영국 동인도 회사의 배에 구출되고 8월에 영국으로 귀환했다. 서류 등 많은 것이 롤백 호와 함께 분실되었지만, 댐피어는 오스트레일리아, 뉴기니에 관한 많은 새로운 해도(해안선, 무역풍, 조류가 기록되어 있었다)를 복구할 수 있었다.
그러나 귀화난 댐피어는 학대 혐의로 군법회의에 처해졌다. 출국하는 도중 댐피어는 대원 조지 피셔를 선박에서 추방하고 브라질에 투옥시켰다. 피셔는 영국으로 돌아가 해군에 이의를 제기했다. 댐피어는 분노에 가득 찬 답변서를 작성했지만, 결국 유죄를 선고 받아 항해 사례금을 받지 못하고 해군에서 해고되었다.

### 제2차 세계 일주
댐피어는 1699년 ~ 1701년 원정 기록 《뉴홀랜드 항해》(A Voyage to New Holland)를 쓴 후에 사략 활동으로 돌아 왔다. 1701년 발발한 스페인 왕위 계승 전쟁에 즈음하여 영국 사략선 선장들은 프랑스와 스페인에 관심을 가지고 준비를 진행하고 있었다. 댐피어는 정부의 배 세인트조지 호(대포 26문, 승무원 120명)의 지휘관으로 임명되었다. 캘레온 선인 싱크포츠 호(대포 16문, 선원 63명, Cinque Ports)와 협력하여 1703년 4월 30일까지 함께 행동했다. 그들은 프랑스 선박을 습격하는데 실패했지만, 스페인의 작은 배 3척과, 550톤 선박 1척을 나포했다.
이 전략에서 가장 주목할 만한 것은 알렉산더 셀쿼크를 둘러싼 일련의 사건이다. 싱크포츠 호의 선장 토마스 스토라도린과 그의 항해장을 맡고 있던 셀쿼크와의 사이에 시비가 끊이지 않았다. 1704년 10월 싱크포츠 호는 칠레 앞 바팬 페르난데스 제도의 무인도에 보급을 위해 정박했다. 셀쿼크는 싱크포츠 호의 내구성을 강하게 우려했고, 댐피어와 말다툼 후에 섬에 방치되었다. 셀쿼크는 4년 4개월 동안 섬에 방치되었으며, 그의 경험은 대니얼 디포의 소설 《로빈슨 크루소》의 기반이 되었다. 셀쿼크의 우려는 맞았다. 1개월 후 싱크포츠 호는 대다수의 선원과 함께 침몰했다. 댐피어는 1707년 영국으로 귀환하여 1709년에 《뉴홀랜드 항해의 연속》(A Continuation of a Voyage to New Holland)을 간행했다.

### 제3차 세계원정
1708년에 댐피어는 사략선의 선장인 우즈 로저스의 듀크 호에서 항해사로 일했다. 이 항해는 대성공을 거두었다. 1709년 2월 2일에는 알렉산더 셀쿼크를 구출하고 원정에서 얻은 이익은 약 20만 파운드에 달했다. 그러나 댐피어는 자신의 몫을 받기도 전에 1715년에 런던에서 죽었다.